# Грациано, Клаудио
Клаудио Грациано (итал. Claudio Graziano; 22 ноября 1953, Турин — 17 июня 2024, Рим) — итальянский генерал, председатель Военного комитета Евросоюза в 2018—2022 годах. Ранее занимал пост начальника генерального штаба итальянской армии (2011—2018) и командующего сухопутными войсками ЮНИФИЛ (2007—2010).

## Биография
Клаудио Грациано прошёл курс обучения в военной академии Модены с 1972 по 1974 год, а затем перевёлся в практическую школу в Турине, где учился с 1974 по 1976 год, получив степень бакалавра естественных наук в военно-стратегической области.
Его первым назначением в 1976 году была должность командира стрелкового взвода альпийского батальона «Суза» в Пинероло, затем в 1977 году он стал заместителем командира оборонительной роты альпийской бригады «Тауриненсе», с которой участвовал в учениях в Дании и Норвегии. С 1980 года он был командиром миномётной роты, а затем альпийского батальона «Тренто», являвшегося частью альпийской бригады «Тридентин». В 1983 году он был назначен командиром курсантской роты военного альпийского училища, которой он командовал до 1986 года.
После того как прошёл обучение на штабных курсах, которые он закончил в 1987 году, был переведен в армию, где он был назначен на должность офицера штаба обеспечения. Майор с 1988 года. В 1990 году он учился в училище высшего командного состава, после которого был произведён в звание подполковника. После училища назначен на должность главы секретариата управления начальника штаба итальянской армии.
В 1992 году он был назначен командиром альпийского батальона альпийских «Суза», с которым участвовал в миссии ООН в Мозамбике. В конце 1993 года Грациано был назначен начальником отдела в офисе начальника штаба армии. Стал полковником в 1996 году, тогда же назначен командиром 2-го альпийского полка, затем возвращён в генеральный штаб в качестве главы отдела планирования. В 2001 году полковник Грациано стал военным атташе в посольстве Италии в Вашингтоне, где он получил звание бригадного генерала 1 января 2002 года.
После возвращения в Италию 27 августа 2004 года принял на себя командование альпийской бригады «Тауриненсе», занимал эту должность до 2 марта 2006 года. 15 марта 2006 года он был назначен начальником оперативного отдела общего оперативного командования обороны. С 20 июля 2005 года командир многонациональной бригады «Кабул» в Афганистане, в зоне оперативной ответственности которой находилась вся провинция Кабул. Бригадой командовал до 6 февраля 2006 года, был повышен в звании до генерал-майора с 1 января 2006 года. 29 января 2007 года Генеральный секретарь Организации Объединенных Наций назначил его командующим силами и начальником миссии ЮНИФИЛ в Ливане, а также возложил на него комендантские обязанности. Он занимал этот пост в течение трех лет, получив 1 января 2010 года звание генерала корпуса. 10 февраля 2010 года был назначен начальником штаба министра обороны Игнацио Ла Русса.
14 октября 2011 года он был назначен начальником штаба итальянской армии и официально вступил в должность 6 декабря.
7 ноября 2017 года был назначен новым главой Военного комитета Евросоюза (должность займёт с ноября 2018 года, когда прекратит выполнять обязанности начальника Генштаба Италии).

## Самоубийство
17 июня 2024 года был найден мёртвым в своей квартире в Риме. При нём была обнаружена предсмертная записка, в которой в качестве мотива самоубийства была названа смерть его жены, умершей незадолго до этого.

## Личная жизнь
Генерал Клаудио Грациано также являлся военным инструктором лыжного спорта. Он проходил обучение, в дополнение к военному образованию в Италии, в военном училище в армии Соединенных Штатов с 1996 по 1997 год. В Италии он завершил первую степень в области международных и дипломатических наук в Университете Триеста и в области социальных наук в Академии августинцев в Риме, где он получил также и степень магистра стратегических наук.
До скоропостижной смерти 17 июня 2024 года проживал в Риме со своей женой Марисой Ланукарой.

## Награды

### Итальянские
- Великий офицер Военного ордена Италии (2 августа 2010)[11]
- Кавалер Военного ордена Италии (8 июня 2007)[12]
- Кавалер Большого креста ордена За заслуги перед Итальянской Республикой (24 ноября 2011)[13][14]
- Серебряный крест за заслуги перед армией (12 мая 1995)[13]
- Маврикианская медаль заслуг за 10 пятилетий безупречной военной карьеры
- Медаль заслуг за долголетнее командование в армии (20 лет)
- Золотой крест за выслугу лет (40 лет выслуги)
- Памятный крест операций в Афганистане
- Памятный крест миротворческих миссий за рубежом (4 или более миссий)
- Почетная медаль частей обороны

### Зарубежные
- Офицер ордена Почётного легиона (Франция)
- Золотая медаль за заслуги перед обороной (французский генеральный штаб)
- Медаль за заслуги перед немецкой армией во время миротворческой миссии в Афганистане
- Командующий Национального ордена Кедра (Ливан)
- Памятная медаль НАТО статьи 5 Активные усилия
- Крест за Заслуги для обороны во время операций по поддержанию мира (Норвегия)
- Медаль «На службе миру» ЮНИФИЛ (Временных сил ООН в Ливане)
- Медаль «На службе миру» ОНУМОЗ (операции ООН в Мозамбике)
- Бронзовая медаль Войска Польского
- Медаль 1-го класса ордена Инфанта дона Энрике (Португалия)
- Командор Легиона Почёта (США)